# Jenny Hval
Jenny Hval (Oslo, 11 luglio 1980) è una cantante e compositrice norvegese.
Con lo pseudonimo Rockettothesky registra due album a metà fra folk crepuscolare e sperimentazione, giudicati prove non certo banali dalla critica.
Dopo una collaborazione con Susanna Wallumrød, meglio nota come Susanna and the Magical Orchestra, la Hval registra a suo nome Viscera nel 2011, Nude On Sand nel 2012 in collaborazione con Håvard Volden, e il disco solista Innocence Is Kinky nel 2013, decisamente più sperimentale in confronto ai precedenti .
Nel 2014 riceve il celebre Spellemannprisen insieme all'artista Susanna per il brano Meshes of Voice.

## Discografia

### Come Rockettothesky
- To Sing You Apple Trees, 2006, Trust Me Records
- Medea, 2008, Trust Me Records

### Come Jenny Hval
- Viscera, 2011, Rune Grammofon
- Nude On Sand, con Håvard Volden, 2012, Sofa
- Innocence Is Kinky, 2013, Rune Grammofon
- Meshes of Voice, con Susanna Wallumrød, 2014, SusannaSonata
- Apocalypse, Girl, 2015, Sacred Bones Records
- Blood Bitch, 2016, Sacred Bones Records
- In the End His Voice Will Be the Sound of Paper (with Trondheim Jazz Orchestra & Kim Myhr), 2016), Hubro
- The Practice Of Love, 2019
- Classic Objects, 2022
- Iris Silver Mist. 2025

#### EP
- The Long Sleep, 2018, Sacred Bones Records